# Алегорія вогню (Арчімбольдо)
Алегорія вогню (Арчімбольдо) (англ. The allegory of Fire) — картина італійського художника Джузеппе Арчімбольдо (1527-1593).

## Італійський художник і австрійський імператор
1551 року австрійський принц Фердинанд Чеський, котрий відвідав Мілан,  дав аудієнцію міланському художнику Джузеппе Арчімбольдо, про здібності котрого йому чимало розказували. Так відбулася їх перша зустріч.
Принц зажадав дати іспит художнику і змовив тому не портрет, не релігійний образ, а п'ять щитів з гербами (те, що його найбільше цікавило тоді). Через п'ять років принца оберуть на престол імператора Священної Римської імрперії германської нації під іменем Фердинанда ІІ. Або про художника нагадав якийсь кмітливий радник, або сам імператор згадав про минулу аудієнцію — через декотрий час Арімбольдо отримав запрошення на працю у столичний Відень до двору імператора. Імператорська канцелярія декілька разів повторювала запрошення і художник нарешті підкорився наполегливості.
Імператор заклопотанийнадати блиску та пишності власному двору, тому запрошує на працю скульпторів, науковців, художників, представників різного фаху майстрів. Арчімбольдо отримав посаду придворного портретиста. Однак у різнобарвному припалацовому оточенні розквітають і інші здібності майстра з Мілану. Час вимагає дивацького, небаченого, віртуозно виконаного, здатного здивувати і привабити незвичним і небаченим. Окрім портретів імператорської родини придворний художник вперше створив серію картин «Пори року».
1564 року імператор помер і трон успадкував його син Максиміліан ІІ. Новий імператор визнавав авторитет придворного художника і в житті авторитетного митця нічого не міняється — його кар'єра набуває стабільності. Для нового імператора Арчімбольдо стає радником та організатором придворних маскарадів і свят. Водночас він виконує завдання агента по придбанню творів мистецтва для імператорських збірок (імператор має кабінет курйозів).
З хронік відомо, що Арчімбольдо декілька разів прибував у Італію, аби придбати для імператора античні скульптури та картини сучасних на той період художників.

## Опис твору
Аби догодити імператору, Джузеппе Арчімбольдо 1566 року створив серію картин «Елементи». За настановами натурфілософії чотири елементи складали основу світу - серед них вода, повітря, земля та вогонь.
Арчімбольдо ускладнив собі завдання і не просто подав якогось птаха як уособлення повітря чи небачену рибину як уособлення води. Він створив алегоричні портрети, котрі ставали своєрідними енциклопедичними уособленнями тих елементів. «Алегорія води» - це портрет небаченої особи, створеної з дарунків моря. Безліч голівок різноманітних птахів утворили волосся на голові «Алегорії повітря».
Єдиний алегоричний портрет, де як складові частини використано не живі істоти, а речі — «Алегорія вогню».
Портрет-вогонь подано у профіль. Його щоку створено з великого креміню для висікання іскор. Вуса небаченої особи утворив жмут сірників. Частину шиї та підборіддя створив металевий каганець на ювелірно обробленій ніжці. М'яз, котрий поєднує ключицю з черепом, утворено з товстої свічки. Ще одна мала свічка встромлена у отвір креміню і створила око.
Розпатлана зачіска алегоричної особи — це вогнище з гілок. Плечі особи створені з вогнепальної зброї, де фахівці зі зброї розпізнали пістоль, маленьку гармату та мортиру.
Натяком на імператора стане небачена юверірна прикраса — віртуозно виконаний золотий ланцюг, прикрашений двоголовим орлом та орден Золотого руна, геральдичні знаки Австрійської імперії.